# Charles Dausabea
Hon. Charles Dausabea (* 21. August 1960 in Rurusia, Malaita; † 14. Oktober 2019) war ein Politiker der Salomonen, der unter anderem von 1991 bis 1993 sowie von 1997 bis 2001 Mitglied des Nationalparlaments war. Er war neben Andrew Nori und Jimmy Rasta einer der Anführer der militanten Organisation Malaita Eagle Force (MEF), die im Juni 2000 das Kabinett von Premierminister Bartholomew Ulufa'alu stürzte. Er war von 2006 bis 2010 abermals Mitglied des Nationalparlaments sowie 2006 kurzzeitig Minister für Polizei und nationale Sicherheit und 2007 Minister für den öffentlichen Dienst.

## Leben
Charles Dausabea besuchte von 1967 bis 1974 die Government Primary School in Honiara und von 1976 bis 1977 Teilzeitlehrgänge am Honiara Technical Institute. Er war 1979 Absolvent der Police Training School in Honiara sowie 1984 der Taiwanese Police Academy. Er war als Privatunternehmer tätig und begann seine politische Laufbahn in der Kommunalpolitik, als er 1990 für den Ortsteil Panatina zum Mitglied des Gemeinderates von Honiara gewählt wurde. Nach dem Rücktritt von Bartholomew Ulufa'alu wurde er bei der dadurch notwendigen Nachwahl (By-election) im Wahlkreis East Honiara am 19. Dezember 1990 erstmals zum Mitglied des Nationalparlaments gewählt, verlor diesen Wahlkreis jedoch bereits bei der darauf folgenden Wahl am 26. Mai 1993 an John Kauluae. 1991 wurde er von Premierminister Solomon Mamaloni zum Parlamentarischen Geschäftsführer (Chief Whip) der Regierungsfraktion im Nationalparlament ernannt.
Bei der Wahl am 6. August 1997 wurde Dausabea im Wahlkreis East Honiara als Nachfolger von John Kauluae erneut zum Mitglied des Nationalparlaments gewählt, verlor diesen Wahlkreis allerdings bereits bei der Wahl am 5. Dezember 2001 an Simeon Bouro. In dieser Zeit war er neben Andrew Nori und Jimmy Rasta einer der Anführer der militanten Organisation Malaita Eagle Force (MEF), die am 30. Juni 2000 das Kabinett von Premierminister Bartholomew Ulufa'alu stürzte.
Charles Dausabea wurde als Parteiloser bei der Wahl am 5. April 2006 als Nachfolger von Simeon Bouro im Wahlkreis East Honiara noch einmal zum Mitglied des Nationalparlaments gewählt, dem er bis 2008 angehörte, nachdem er wegen Betrugs zu einer Freiheitsstrafe von achtzehn Monaten verurteilt worden war. Bei der darauf folgenden notwendigen Nachwahl am 23. September 2008 wurde Silas Milikada in diesem Wahlkreis zum neuen Mitglied des Nationalparlaments gewählt.
Im zweiten Kabinett von Premierminister Manasseh Sogavare war Dausabea vom 5. Mai bis am 9. Juni 2006 zunächst kurzzeitig Minister für Polizei und nationale Sicherheit (Minister for Police and National Security) sowie später im Zuge einer Kabinettsumbildung vom 5. bis zum 20. Dezember 2007 Minister für den öffentlichen Dienst (Minister for Public Service). Nach seinem Ausscheiden aus der Regierung war er im Nationalparlament vom Dezember 2007 bis zu seinem Mandatsverlust im September 2008 noch Mitglied des Ausschusses für öffentliche Finanzen (Public Accounts Committee). Er war ferner Präsident des Malaita Ma’ásina Forums sowie zuletzt Geschäftsführer der indigenen Handels- und Industriekammer der Salomonen. Er verstarb nach einer längeren Krankheit.